# Rhodanthe collina
Rhodanthe collina là một loài thực vật có hoa trong họ Cúc. Loài này được Paul G.Wilson miêu tả khoa học đầu tiên năm 1992.